# Dürrhof (Dohma)
Dürrhof ist eine Wüstung und eine gleichnamige Gemarkung im Gebiet der Gemeinde Dohma im Landkreis Sächsische Schweiz-Osterzgebirge, Sachsen. Die Flur um das nicht mehr bestehende Einzelgut liegt zwischen den Dohmaer Ortsteilen Cotta und Goes. Das Gut Dürrhof stand am nordwestlichen Rand des Lohmgrunds, nahe dem Schindergrabenweg. 

## Geschichte
Der Dürrhof war ein Vorwerk des Rittergutes im nahen Rottwerndorf, heute ein Stadtteil von Pirna. Er wurde bereits 1445 als „Dorrenbach“ und 1486 als „Dornbach“ urkundlich erwähnt. Im 16. Jahrhundert lag das damals „Dorrenhof“ genannte Einzelgut zeitweilig wüst, 1658 diente es dem Rottwerndorfer Rittergut erneut als Vorwerk. Im Jahre 1875 war es eine Schankwirtschaft. In den Gebäuden des Ortes wohnten damals insgesamt 42 Personen. Nahe dem Dürrhof befand sich der Haltepunkt Großcotta der Bahnstrecke Pirna–Großcotta. In seinem unmittelbaren Umfeld wurde der Cottaer Sandstein gebrochen. Die alten Gutsgebäude wurden nach dem Zweiten Weltkrieg abgerissen. Der Dürrhof gehörte zur Landgemeinde Großcotta. Die Gemarkung Dürrhof war ab 1950 Teil von Cotta und kam nach dessen Eingemeindung 1998 zu Dohma.